# جنجر فيش
جنجر فيش (بالإنجليزية: Ginger Fish )‏ (و. 1965  م) هو موسيقي، وطبال أمريكي، ولد في فرامينغهام، يستخدم آلات طقم طبول، وهو عضوٌ في مارلين مانسن (1995–2011)، وروب زومبي.

## وصلات خارجية
- جنجر فيش على موقع IMDb (الإنجليزية)
- جنجر فيش على موقع ميوزك برينز (الإنجليزية)
- جنجر فيش على موقع أول ميوزيك (الإنجليزية)
- جنجر فيش على موقع ديسكوغز (الإنجليزية)
- جنجر فيش على موقع قاعدة بيانات الفيلم (الإنجليزية)

- جنجر فيش في قاعدة بيانات الأفلام على الإنترنت